# اصطلاحات نظامی
اصطلاحات نظامی (انگلیسی: Military terminology) یا واژگان نظامی به اصطلاحات و زبان سازمان‌های نظامی، پرسنل و دکترین نظامی اشاره دارد. اصطلاحات نظامی، مانند سایر اشکال اصطلاحات شرکتی، با استفاده از کلمات و عبارات جدید یا تغییر کاربری داده شده که معمولاً فقط توسط اعضای فعلی و سابق ارتش یا شرکت‌ها و آژانس‌های وابسته قابل درک هستند، از زبان محاوره‌ای متمایز می‌شوند.
فشار عملیاتی برای درک یکسان از اوایل قرن بیستم با اهمیت عملیات مشترک بین نیروهای مختلف (نیروی زمینی، نیروی دریایی و نیروی هوایی) یک کشور، افزایش یافته است. اتحادها و عملیات‌های بین‌المللی، از جمله حفظ صلح، پیچیدگی بیشتری به آن بخشیده‌اند. به عنوان مثال، اتحاد ناتو اکنون یک فرهنگ لغت بزرگ از اصطلاحات رایج نظامی برای استفاده کشورهای عضو دارد. کار توسعه‌ای نیز بین ناتو و روسیه در مورد اصطلاحات رایج برای پدافند هوایی گسترده، به زبان‌های انگلیسی، فرانسوی و روسی در حال انجام است.
برخی ادعا می‌کنند که اصطلاحات نظامی به غیرسیاسی کردن، غیرانسانی کردن یا به عبارت دیگر انتزاعی کردن بحث در مورد عملیات آن از توصیف واقعی آن کمک می‌کنند. اصطلاحات نظامی، مشابه «اصطلاحات حقوقی» و مرتبط با «اصطلاحات سیاسی»، به دلیل تمایل غیرمستقیم به گنجاندن زبان فنی شناخته می‌شوند. در بسیاری از موارد، این مورد، نشان دهنده نیاز به دقیق بودن است. همچنین می‌تواند منعکس کننده نیاز درک شده برای امنیت عملیاتی باشد و اطلاعات بیشتری از آنچه لازم است را فاش نکند. همچنین می‌تواند مانند دوپهلوگویی، به پنهان کردن یا تحریف معنا کمک کند. «فعالیت جنبشی» به عنوان یک اصطلاح رایج برای نبرد، که از زمان آغاز جنگ علیه تروریسم مورد استفاده قرار می‌گرفت، به عنوان یک سیاست نپرس، نگو برای قتل مورد انتقاد قرار گرفته است.